# Teissières-de-Cornet
Teissières-de-Cornet ist eine französische Gemeinde in der Region Auvergne-Rhône-Alpes mit 322 Einwohnern (Stand: 1. Januar 2022). Sie gehört zum Département Cantal, zum Arrondissement Aurillac und zum Kanton Naucelles. 

## Lage
Teissières-de-Cornet liegt etwa acht Kilometer nordwestlich von Aurillac im Zentralmassiv. Hier entspringt das Flüsschen Meyrou und durchquert das Gemeindegebiet. Umgeben wird Teissières-de-Cornet von den Nachbargemeinden Ayrens im Nordwesten und Norden, Jussac im Nordosten und Osten, Crandelles im Osten und Süden sowie Saint-Paul-des-Landes im Westen.

## Bevölkerungsentwicklung
| Jahr                       | 1962 | 1968 | 1975 | 1982 | 1990 | 1999 | 2006 | 2012 | 2019 |
| -------------------------- | ---- | ---- | ---- | ---- | ---- | ---- | ---- | ---- | ---- |
| Einwohner                  | 248  | 190  | 199  | 194  | 189  | 174  | 182  | 247  | 301  |
| Quellen: Cassini und INSEE |      |      |      |      |      |      |      |      |      |

## Sehenswürdigkeiten
- Kirche Saint-Méen